# والاس كارلسون
والاس كارلسون (بالإنجليزية: Wallace A. Carlson)‏ هو منتج أفلام وكاتب سيناريو ورسام رسوم متحركة ومخرج أمريكي، ولد في 28 مارس 1894 في سانت لويس في الولايات المتحدة، وتوفي في 9 مايو 1967 في شيكاغو في الولايات المتحدة.

## وصلات خارجية
- والاس كارلسون على موقع IMDb (الإنجليزية)
- والاس كارلسون على موقع قاعدة بيانات الفيلم (الإنجليزية)
- والاس كارلسون على موقع كينوبويسك (الروسية)